# Neapolis Rugby Femminile Team Campania Felix
Neapolis Rugby Femminile Team Campania Felix, più colloquialmente Neapolis, è un club italiano di rugby a 15 femminile di Napoli.
Formatosi nel 2023 come unione delle prime squadre femminili di Amatori Napoli e Amatori Torre del Greco, nei suoi due anni di attività al 2025 ha raggiunto entrambe le volte almeno la semifinale del campionato di seconda divisione, raggiungendo la promozione in Serie A Élite nel 2025.
Disputa i suoi incontri interni al Villaggio del Rugby, presso lo stadio ex NATO di Bagnoli.

## Storia
Prima dell'istituzione del club, già altre formazioni del Napoletano avevano militato nei campionati nazionali di vertice, segnatamente le Old Napoli, le Sirene del Golfo e, più recentemente, la sezione femminile dell'Amatori Torre del Greco, che nella prima stagione di seconda divisione, nel 2022-23, giunse fino alla semifinale promozione, successivamente sconfitta dal Volvera.
A fine campionato Torre del Greco e Amatori Napoli, società già partner in ambito femminile, decisero quindi di dare vita a un club cui conferire i propri settori femminili e che acquisì il titolo sportivo di serie A, l'ASD Neapolis Rugby Femminile Team Campania Felix, affiliato un mese dopo su autorizzazione del consiglio federale.
Nel campionato d'esordio Neapolis vinse il girone centro-meridionale e accedette da seconda miglior classificata ai play-off promozione, superata dallo toscane Puma Bisenzio solo per il conteggio mete nel doppio confronto (35 punti pari, 20-18 e 15-17).
Un anno più tardi, dopo avere di nuovo raggiunto i play-off da vincitrice del girone e seconda nel seeding, ebbe la meglio in semifinale sulle venete del Riviera, esperto club che vanta sei scudetti nel palmarès, battendolo sia a Mira che a Napoli e, nella successiva finale di Firenze, venne a capo di una partita molto chiusa contro Parabiago, decisa con uno stretto margine di 3 punti (13-10) grazie a un calcio piazzato a un quarto d'ora dalla fine sul punteggio di parità con due mete per parte.
Per la giovane formazione partenopea si tratta della prima promozione in massima divisione, la Serie A Élite.

## Colori sociali e simboli
A settembre 2023 la squadra fu presentata nella sede del comune a palazzo San Giacomo durante un evento condotto dall'attrice Miriam Candurro, ove furono anche rivelate le tenute di gioco: la maglia presenta un disegno multicolore, sia come sintesi delle tinte cromatiche dei club da cui origina che in sostegno delle iniziative per la parità di genere e contro la violenza sulle donne.
Il logo è invece una stilizzazione della caratteristica vista del golfo di Napoli da Posillipo con il Vesuvio sullo sfondo, dipinto con i colori arcobaleno dello spettro visivo.
Le divise da gioco sono prodotte dall'azienda emiliana Erreà e presentano il disegno multicolore sul fronte e sul retro della maglietta; pantaloncini e calzettoni sono neri in tutte le uniformi, mentre lo sfondo della maglietta è bianco per le gare interne e nero per le trasferte.
Sulla maglia sono riportati i logo dei due club fondatori del Neapolis, l'Amatori Napoli a destra e l'Amatori Torre del Greco a sinistra.

## Impianto di gioco
L'impianto delle gare interne del club è lo stadio ex NATO a Bagnoli, che sorge su un'area della Fondazione Banco di Napoli che un tempo ospitava un collegio per l'infanzia napoletana in difficoltà e, nel dopoguerra, fu concessa alla NATO che ne fece il proprio quartier generale e che ivi edificò uno stadio per l'attività ricreativa delle truppe; con la restituzione dell'area nel 2013 e il ritorno al pieno possesso, la Fondazione concesse gli impianti alle società di rugby gravitanti nella zona che diedero vita al Villaggio del Rugby in cui si trovano le sedi sociali dei vari club che utilizzano lo stadio, compresa la stessa Neapolis.